# Testo narrativo
Il testo narrativo è un tipo di testo in cui un narratore racconta una storia.
I testi narrativi caratterizzano generi diversi, alcuni di carattere spiccatamente letterario, altri meno: tra i primi, romanzi, racconti, fiabe, novelle, poemi epici; tra i secondi, la cronaca giornalistica, la corrispondenza degli inviati, le cronache storiche, le biografie e le autobiografie, le relazioni di viaggio, le memorie giudiziarie, gli aneddoti.
La narrazione non è occupazione esclusiva degli scrittori professionisti (romanzieri, giornalisti, storici ecc.): si tratta di un'attività umana tra le più antiche, comune anche alla moderna comunicazione quotidiana.

## Generalità
Nella sua classica categorizzazione dei tipi testuali Egon Werlich lega i testi narrativi alla capacità cognitiva di distinguere il mutamento nel tempo.
La discrezionalità del narratore opera all'interno di quattro ambiti fondamentali. Egli può:
- posizionarsi ad una certa distanza dal mondo evocato dalla narrazione;
- selezionare le circostanze, gli eventi e i personaggi;
- ordinare in vario modo l'introduzione nel testo di circostanze, eventi e personaggi;
- scegliere diverse strutture linguistiche.

Tutto ciò che comunica avvenimenti e trasformazioni è specifico delle narrazioni. In questo senso la narrazione si contrappone alla descrizione. A qualcosa di questo tipo fa riferimento anche la distinzione platonica tra mythos e logos.
Davanti a una narrazione, in forma verbale o in altra forma, chi ascolta, guarda o legge un racconto non fa che ripeterne mentalmente il contenuto, in qualche modo facendone un sommario mentale che mette in ordine gli eventi narrati come successivi (o contemporanei), trasferendo il campo semantico all'interno di un sistema di azioni e funzioni che svolgono i personaggi (compreso il narratore).
I formalisti russi, in particolare Boris Tomaševskij, hanno studiato le connessioni causali-temporali tra gli avvenimenti, mentre Vladimir Propp ha organizzato uno schema di funzioni che interpreta questi avvenimenti in relazione ai personaggi, centrando uno svolgimento delle vicende narrate sulla trasformazione del personaggio stesso. Partendo dagli studi di Émile Benveniste si è poi fatta la distinzione tra storia (oggetto della narrazione) e discorso (modo in cui la narrazione presenta gli avvenimenti). La narratologia ha quindi spiegato come queste due categorie entrano in correlazione, come le azioni possono essere distinte tra post hoc e propter hoc (ovvero come sono legate da successione più o meno coerente ma in fondo sempre casuale o consequenzialità delle azioni stesse)..
Un testo di narrativa è una comunicazione e, in quanto tale, crea aspettative, conferme, tradimenti di attese, passaggio di informazioni tra un autore e un lettore (incluso un lettore modello, ossia quello che si immagina l'autore). L'autore sceglie dunque gli eventi che considera "necessari" e "sufficienti" a mettere in azione la continuità del discorso narrativo e l'evoluzione del racconto, lasciando in sospeso, riprendendo, rimandando al senso comune, saltando, aggiungendo o levando verosimiglianza, parafrasando o dilungandosi secondo una strategia che vuol tenere più o meno legata (e paradossalmente in certe avanguardie anche respingere) l'attenzione del lettore.
Quindi la narrativa ha gradi diversi di plausibilità, usa dosi diverse di suspense e di sorpresa, sancisce o esplora tipi di assertività variabilissime, con una gamma tra semplicità e sofisticazione assai vasta.

## Diegesi e mimesi
La prima distinzione, posta da Aristotele, è quella tra "narrazione" (dove si assume la prima persona o più personalità, con i relativi punti di vista) e "drammaturgia", dove diventano narratori i personaggi stessi, nelle loro parole e azioni, senza alcun commento esterno. Questa qualità del discorso, in teoria della letteratura, viene indicata con il termine di "diegesi" (dal greco διήγησις), in quanto complementare e distinto da "mimesi".

## Tempi di narrazione
Come ha mostrato Gérard Genette, gli eventi narrati sono tra loro in relazione di ordine (prima, durante, dopo), durata (dove distingue cinque possibilità, secondo che il tempo della "storia" sia più o meno lungo di quello del "discorso" che la svolge) e frequenza.
In termini di "durata" una narrazione può essere (TS = tempo della storia; TD = tempo del discorso):
1. un riassunto: TS > TD
2. un'ellissi temporale: TS > TD = 0
3. una scena: TS = TD
4. un'estensione: TD > TS
5. una pausa: TD > TS = 0

In termini di "frequenza" gli eventi narrati possono essere:
1. singolativi: TD rappresenta un singolo evento di TS (come "ieri mi sono coricato presto").
2. singolativo-multipli: diversi TD di un singolo TS (come "lunedì mi sono coricato presto, martedì mi sono coricato presto", "mercoledì mi sono coricato presto" ecc.).
3. ripetitivi: TD ripete più volte TS (come "ieri mi sono coricato presto", "ieri mi sono coricato presto", "ieri mi sono coricato presto" ecc.).
4. iterativi: TD rappresenta più TS (come "tutti i giorni della settimana mi sono coricato presto")[13].

## Spazi di narrazione
La "voce" del racconto ha a che fare con chi racconta e da dove, cioè con il punto di vista del racconto. Genette fa i cinque casi di voci seguenti:
- intradiegetica (chi racconta è all'interno della storia narrata)
- extradiegetica (chi racconta ne è fuori)
- eterodiegetica (chi racconta è nella storia ma non ne è uno dei personaggi, riferisce cose accadute ad altri)
- omodiegetica (chi racconta è uno dei personaggi, benché non sia l'autore della storia)
- autodiegetica (chi racconta è un personaggio e riferisce cose accadute a sé).

A queste Christian Metz ha aggiunto la voce:
- peridiegetica (chi racconta appartiene alla storia ma non è personificato né in un personaggio né nella voce d'autore)

Esiste poi un calcolo possibile del "modo" di raccontare, cioè da quale prospettiva, da quale distanza si parla, con coerenza o variazione della focalizzazione del racconto.
Altri studiosi della narrativa comprendono Algirdas Julien Greimas, Claude Bremond, Roland Barthes, Wayne C. Booth ecc.
Qualcuno è arrivato a dire che l'essere umano non dovrebbe essere chiamato homo sapiens, ma homo narrator (o forse homo mendax, per l'aspetto sviante dell'attività di narrazione rispetto alla verità), ovvero che la pratica di raccontarsi e raccontare è profondamente radicata nell'organizzazione del pensiero e del linguaggio che lo esprime.

## Tipologie di testi narrativi
Alcune tipologie di testi narrativi:
- Con particolare funzione informativa:
  - l'articolo di cronaca
  - il libro di storia
  - la biografia
  - il resoconto di viaggi o Reportage
  - il testo di divulgazione scientifica
- Con particolare funzione emotiva:
  - il poema epico: opera di 200 000 parole o più.
  - il romanzo: opera di 60 000 parole o più.
  - la novella: opera di almeno 17 500 parole ma meno di 60 000.
  - il racconto: Opera di almeno 2 000 parole ma meno di 7 500. (nelle pagine qui collegate, però, si definisce il racconto come più lungo della novella)
  - la narrativa lampo o Flash fiction: opera di meno di 2 000 parole (1 000 secondo alcune definizioni).
  - il film
  - il videogioco
  - Il fumetto
  - la serie televisiva
  - il mito
  - I cartoni
  - la leggenda
  - I manga
  - la favola
  - la fiaba
  - la parabola
  - la barzelletta
  - la memoria
  - l'autobiografia
  - il diario
  - l'epistolario

Anche i testi informativi presentano delle storie, hanno degli autori che li hanno composti e organizzati con un certo ordine e hanno utilizzato particolari strutture linguistiche, ma non sono del tutto opera di fantasia come quelli che appartengono alla seconda categoria. Infatti in questi ultimi il narrare diventa lo scopo principale e le storie, anche se attinenti a determinate realtà e verosimili, sono comunque il frutto di finzione, sono cioè delle invenzioni.
Il carattere della finzione o della invenzione è percepito in modo immediato nel caso della fiaba, della favola o del racconto fantascientifico, ma si manifesta in modo meno evidente in tutti quei racconti, novelle, romanzi che nascondono, sotto l'apparente verosimiglianza, la finzione o invenzione.

### Romanzo
Un romanzo è un'estesa fiction narrativa in prosa. Fino al XVIII secolo il termine si riferiva specificatamente a racconti d'amore e intrighi in opposizione alle romanze, opere di lunghezza epica d'amore ed avventura. Durante il XVIII secolo il romanzo ha adottato le caratteristiche della vecchia romanza ed è diventato uno dei maggiori generi letterari.

### Racconto
Un racconto è una narrazione di media durata in prosa. I racconti tendono ad essere più concisi ed andare direttamente al punto rispetto ad opere più lunghe, come le novelle nel senso moderno del termine (nelle wiki pagine collegate, però, si definisce il racconto come più lungo della novella) e i romanzi. A causa della loro brevità, il successo dei racconti sta nella tecnica narrativa dell'utilizzo di personaggi, trame, ambientazioni, linguaggi e introspezione in maniera più considerevole rispetto alle forme narrative più lunghe.
I racconti hanno la nella prosa dell'aneddoto, un brevissimo racconto di una scenetta che va rapidamente al punto, con paralleli nel racconto orale delle storie tradizionali. Con la crescita del romanzo realistico, il racconto è evoluto come una miniatura, con alcuni dei primi, perfetti esempi nei racconti di E. T. A. Hoffmann ed Edgar Allan Poe.

## Elementi
Gli autori di fiction usano i seguenti elementi per creare effetti artistici nelle loro storie:
- Ambientazione: il luogo e il tempo della storia che crea l'atmosfera e gli stati d'animo
- Antagonista: il personaggio che si trova in opposizione al protagonista
- Conflitto: un personaggio o un problema con il quale il protagonista ha a che fare
- Dialogo: i dialoghi dei personaggi come opposizione al narratore
- Personaggio: un partecipante alla storia, usualmente una persona
- Protagonista: il personaggio principale della storia
- Punto cruciale (o Spannung): il culmine della tensione o il dramma della storia
- Punto di vista: la prospettiva del narratore; usualmente ci si riferisce alla voce narrante, in prima o in terza persona.
- Risoluzione: la parte della trama nel quale si rivela il risultato del conflitto
- Scena: un pezzo della storia che mostra l'azione degli eventi
- Sfondo: una distillazione concettuale della storia; cosa la storia riguarda
- Sospensione del dubbio: l'accettazione temporanea degli elementi della storia come credibili da parte del lettore, generalmente necessaria per il divertimento
- Sottotrama: una trama che è parte di o è subordinata ad un'altra trama
- Struttura: l'organizzazione degli elementi della storia
- Tono: il tono di "voce" che l'autore utilizza
- Trama: una serie di eventi correlati rivelati nella narrazione

## Impatto deimedia
Al cinema e in televisione la narrativa assume una forma peculiare. Per raccontare una storia, infatti, sono chiamati contemporaneamente in causa tutti i codici del linguaggio audiovisivo: iconici, fotografici, compositivi, dinamici, grafici, sonori, musicali, sintattici. Ogni componente linguistica contribuisce a portare avanti il racconto: a illustrare le situazioni, a definire lo stato d'animo dei personaggi, a mostrare la forma e il significato delle loro azioni e reazioni, a sottolinearne il portato emotivo e così via.
Si parla al riguardo di storytelling.